# Yuhei Ono
Yuhei Ono (小野 雄平 Ono Yuhei?, nacido el 1 de julio de 1985 en Osaka) es un exfutbolista japonés. Jugaba de centrocampista y su último club fue el Siam Navy.

## Trayectoria

### Clubes
| Club                | País      | Año         |
| ------------------- | --------- | ----------- |
| Tokyo Verdy         | Japón     | 2004 - 2006 |
| Tokushima Vortis    | Japón     | 2006        |
| Fagiano Okayama     | Japón     | 2007 - 2010 |
| Fukushima United FC | Japón     | 2010        |
| Grulla Morioka      | Japón     | 2011        |
| Fukushima United FC | Japón     | 2012 - 2013 |
| Siam Navy           | Tailandia | 2014        |

## Palmarés

### Títulos nacionales
| Título             | Club        | País  | Año  |
| ------------------ | ----------- | ----- | ---- |
| Copa del Emperador | Tokyo Verdy | Japón | 2004 |